# Oliver Kovačević
Oliver Kovačević (* 29. Oktober 1974 in Split, SFR Jugoslawien) ist ein ehemaliger serbischer Fußballspieler.
Kovačević ist ein Torwart in Diensten von ZSKA Sofia. Auch wenn er in Kroatien geboren wurde, begann seine Profilaufbahn 1996 beim FK Milicionar in Serbien. Dort blieb er bis zur Saison 2001 nach der er zum FK Železnik wechselte. Vier Jahre später Ende der Saison 2005 führte ihn sein Weg zu Samsunspor in die Türkei, jedoch nicht lange. Schon zur Winterpause 2005/06 wechselte er weiter zu ZSKA Sofia in dessen Diensten er noch immer steht. Als Nationalspieler bestritt er drei Spiele, darunter Freundschaftsspiele, sowie Qualifikationsspiele zur WM 2006. Bei dieser stand er auch im Kader der Serbisch-Montenegrinischen Nationalelf.